# Stazione di Bourges
La stazione di Bourges (in francese Gare de Bourges) è la principale stazione ferroviaria di Bourges, Francia.